# Schlussstein

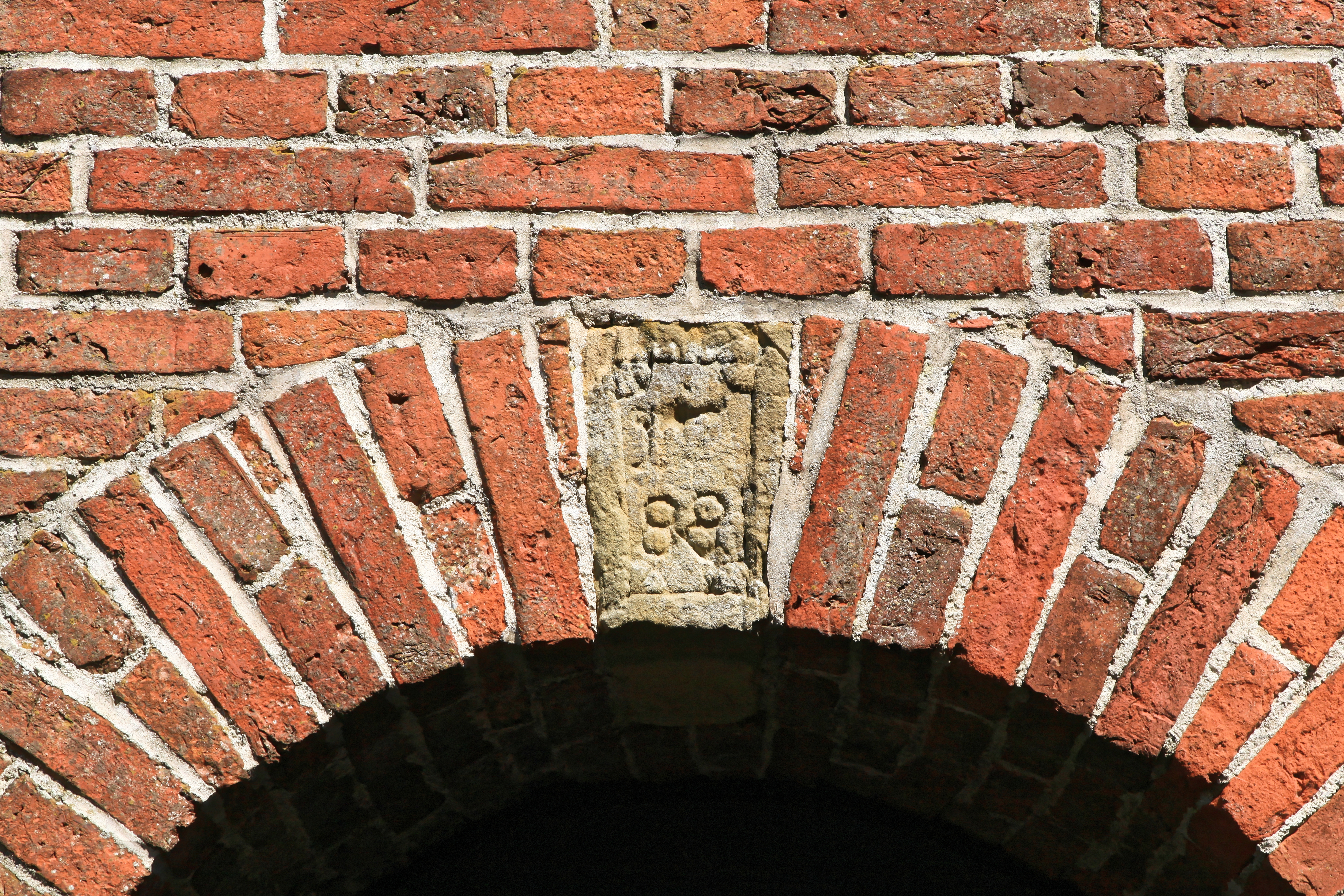
Schlussstein von 1788 in einem Torbogen des Wymeerer Glockenturms

Ein Schlussstein (Scheitelstein) ist im Bauwesen entweder der Stein im Scheitelpunkt eines Bogens (falls keine Scheitelfuge vorhanden ist) oder der Stein am Hauptknotenpunkt der Rippen eines Gewölbes.

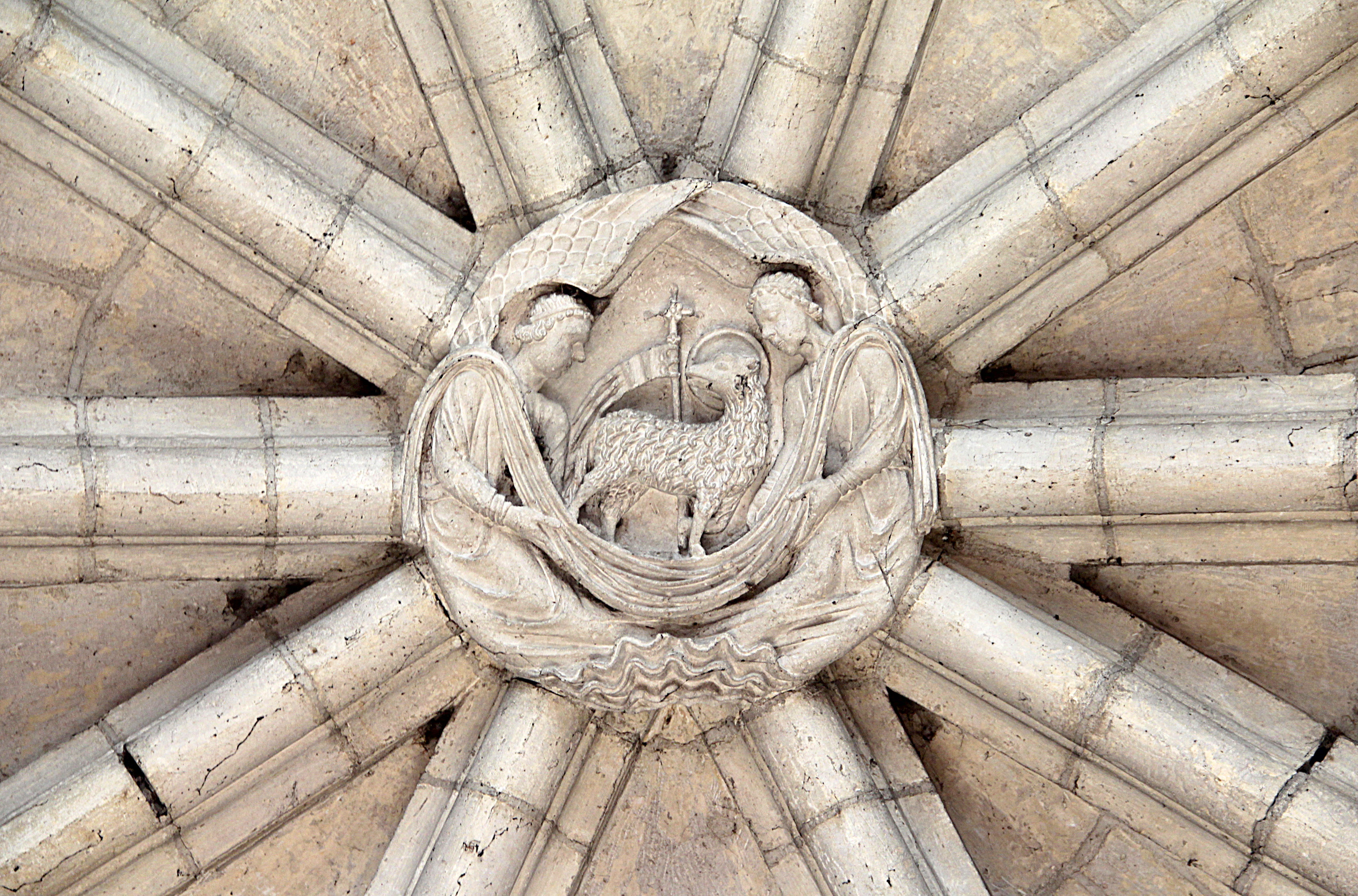
10-strahliger Gewölbe-Schlussstein in der Kathedrale von Soissons.

## Konstruktive Unterscheidungen
Der Schlussstein ist an einem Bogen oder Gewölbe der letzte oberste Stein, dessen Eintreibung die anderen Wölbsteine zusammendrückt und dadurch die baustatisch wirksame Spannung der Wölbung hervorbringt. Dabei trägt der Schlussstein nicht mehr als jeder anderer Stein der Wölbung zur Erhaltung der Spannung bei, zumindest bei Tor- und Fensterbögen sowie geradlinigen Tonnengewölben.
Bei Kreuz- und Sterngewölben allerdings ist der Schlussstein statisch sehr wichtig, doch braucht er bei diesen Gewölbeformen nicht aus einem Stück zu bestehen, sondern er kann – was allerdings selten ist – aus mehreren Werksteinen gefertigt werden, so dass ein Schlussring entsteht.
Erst wenn der Schlussstein eingesetzt ist, wird die Konstruktion selbsttragend, und das beim Bau errichtete hölzerne Lehrgerüst kann entfernt werden.

Bei Kuppeln, wo jede Steinschicht als Ring wirkt, kann der Schlussstein entfallen und ein Loch offen bleiben (vgl. Opaion).

Schlussstein-Positionen
Schlussstein eines Korbbogens
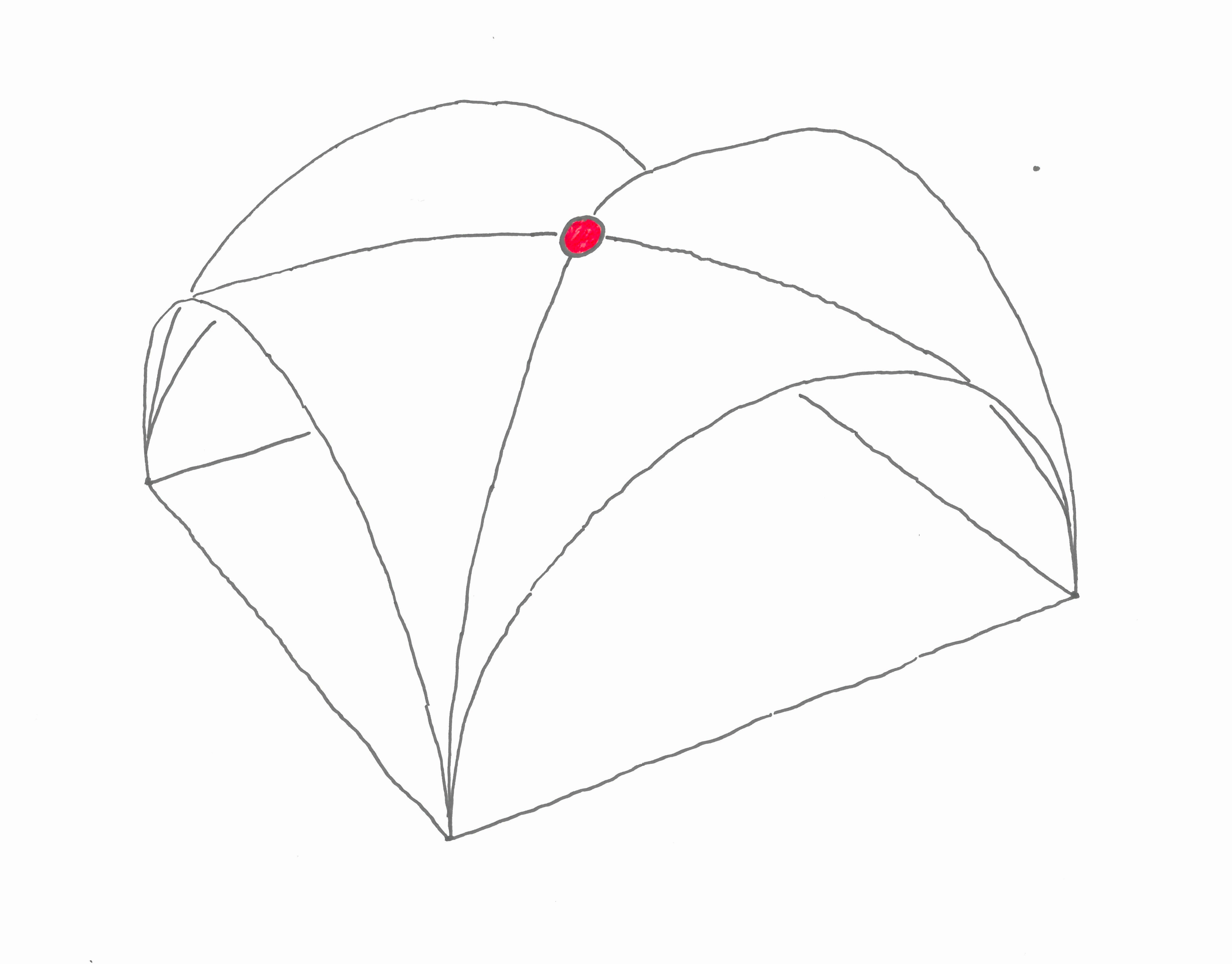
Schlussstein in einem Kreuzgewölbe
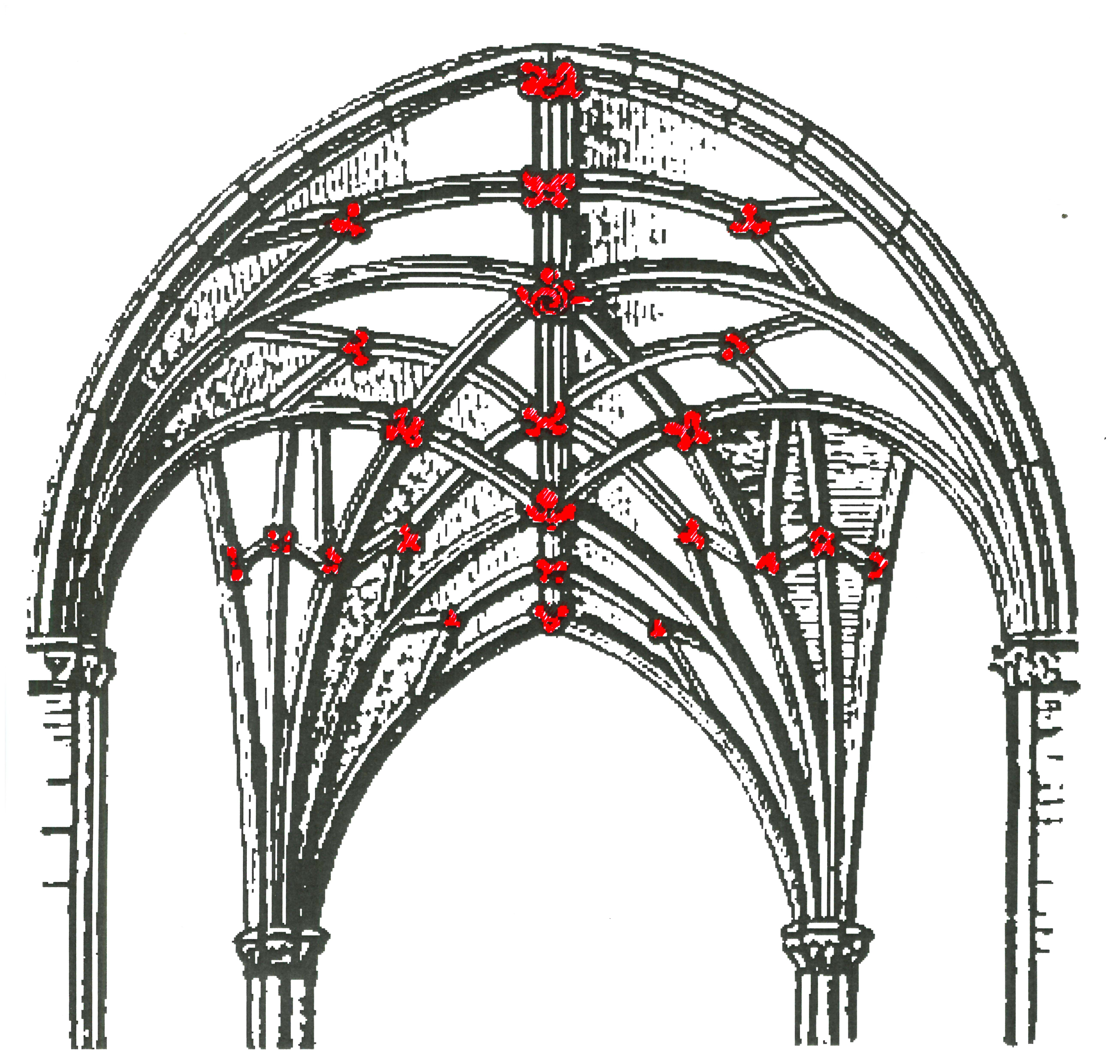
Schlusssteine in einem Netzgewölbe

## Formen und Dekor

### Bogen-Schlusssteine
Im Bogen oder im scheitrechten Sturz ist der Schlussstein keilförmig ausgebildet. Mitte und/oder Höhe des Bogenscheitels waren in der Architekturgeschichte stets Anlass zu besonderer Ausformung (auch in anderen Materialien) oder zur Verzierung der Schlusssteine.

#### Agraffen
Aufgrund seiner besonderen Bedeutung und seiner zentralen Position wurde der Schlussstein von Bögen häufig bauplastisch verziert; schon der Schlussstein der Porta all’Arco, einziges gut erhaltenes Tor der Stadtmauer von Volterra aus der Zeit der Etrusker, trägt eine Kopf-Plastik zur Schau. Häufig trägt der Schlussstein das Wappen oder die Initialen des Erbauers, manchmal auch das Baujahr des Gebäudes.
Wenn in einem Bogen der gestalterisch besonders hervorgehobene Schlussstein als Überleitung und ‚tragende‘ Verbindung zu einem darüberlaufenden Gesims dient, wird diese Zierform Agraffe genannt. → Hauptartikel: Agraffe (Ornament).

### Gewölbe-Schlusssteine
In Gewölben sind Schlusssteine rund ausgebildet, meist mit am Werkstein angesetzten Gewölberippen. Der Schlussstein kann auch als Knauf ausgebildet sein.
Reiche Verzierungen am Schlussstein von Gewölben waren besonders in der gotischen Baukunst üblich. In Kirchen dienten Gewölbeschlusssteine sehr häufig als Bildträger für Reliefs zur Darstellung von Heiligen, Stifterwappen usw.
Gelegentlich findet man an gotischen Gewölben Schlusssteine, die als in der Mitte offener Ring geformt sind. Sie dienten bei mittelalterlichen Passionsspielen u. a. dazu, dass durch diese Öffnungen Christusstatuen an einem Seil hinaufgezogen werden konnten, um die Himmelfahrt Christi szenisch darzustellen. (Vgl. auch → Heiliggeistloch)
Als Sonderform des Schlusssteins findet man in einigen spätgotischen Gewölben den Abhängling als „hängenden Schlussstein“ bzw. Hängeknauf. Diese Sonderform lässt sich teilweise schon in romanischen Kirchen finden, wie etwa in den Seitenschiffen von St. Peter (Bacharach).

## Symbolik
Bögen und Gewölbe können als ihren oberen Abschluss in baustatischer Hinsicht auch eine Scheitelfuge aufweisen, was jedoch sehr selten ist. In der Regel wurde ein Schlussstein eingesetzt, was vor allem symbolische Bedeutung hatte: Schlusssteine wurden symbolisch für einen wesentlichen Teil verwendet, von dem das Ganze abhängt, oder als Höhepunkt des Ganzen und werden deswegen gerne – vor allem in den USA – auch heute noch als Wappen und Logo verwendet.
Im Christentum bezieht sich Psalm 118 (Vers 22) auf den Eckstein, der in symbolischer Übertragung auch als Schlussstein gedeutet wird. Außerdem sah man im Schlussstein den Erlöser Jesus Christus, weil der Schlussstein das ganze Kirchengebäude bekrönte und vollende, so wie die Auferstehung Christi dessen Lehre, seine Sendung und seine Kirche vollende.

## Beispiele

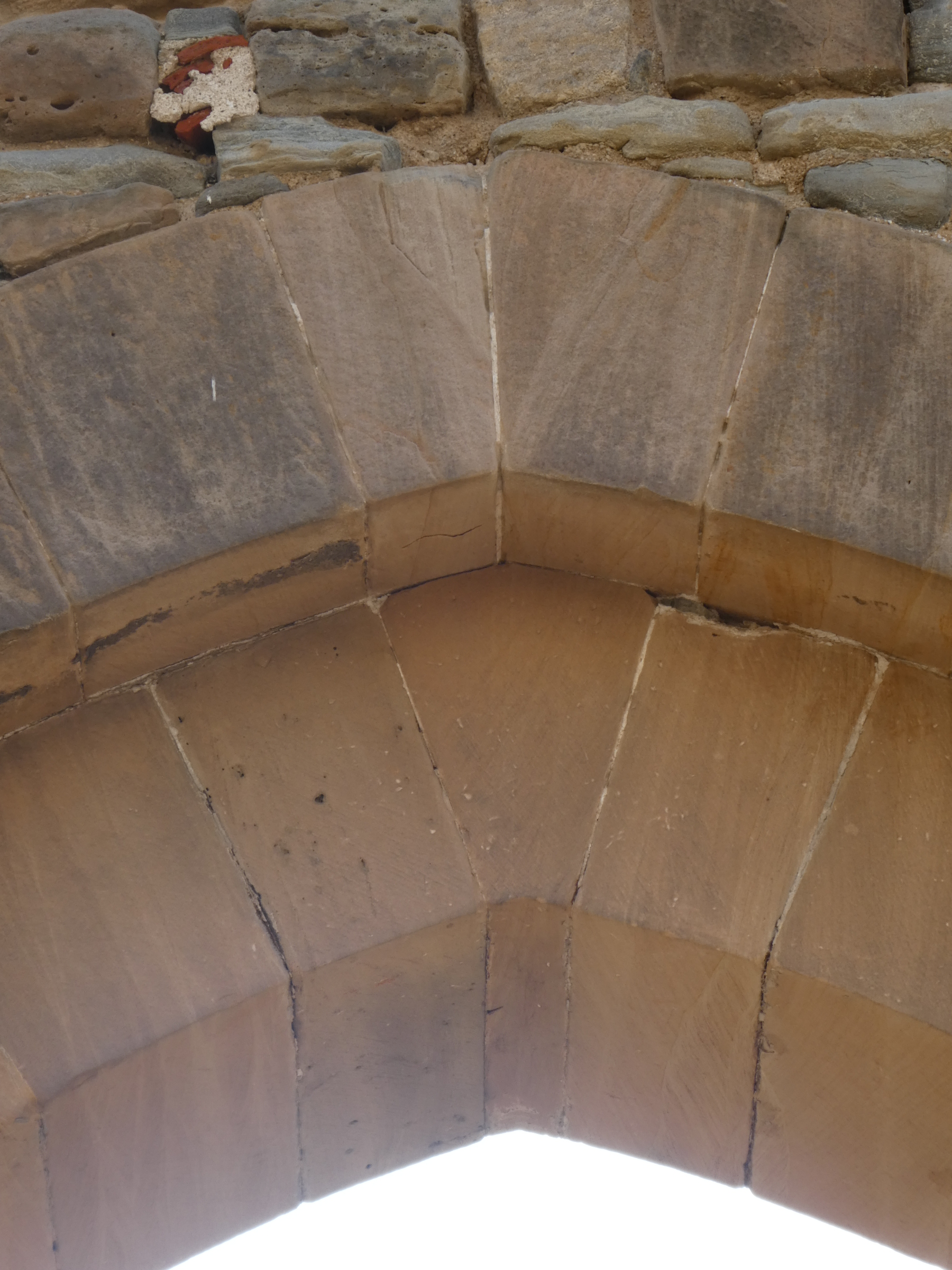
Oben: Scheitelfuge, unten Schlussstein (Scheidbogen im Langhaus der frühgotischen Kirche von Kloster Memleben)
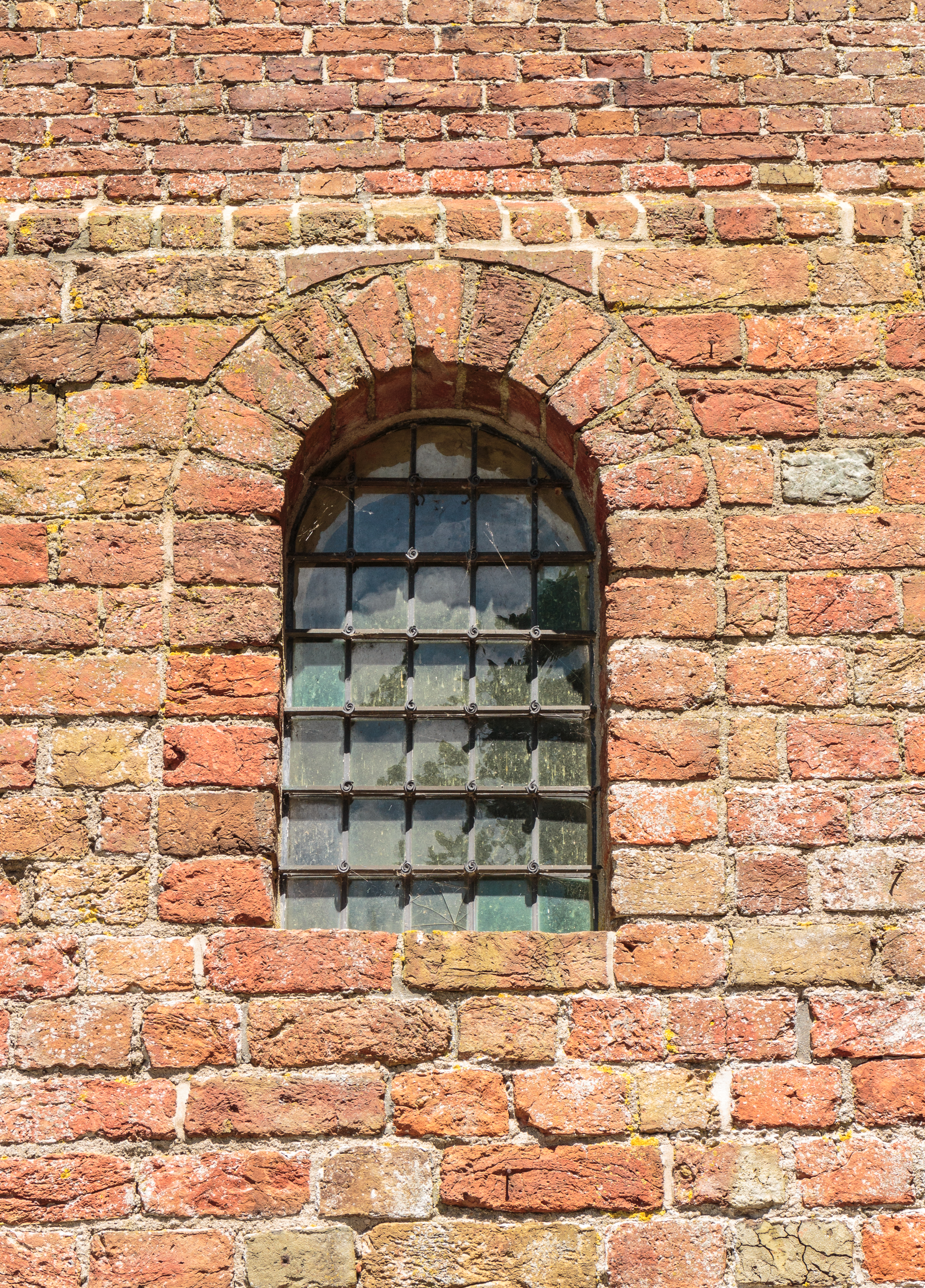
Im Scheitel schlichter, keilförmiger Ziegelbogen-Schlussstein ohne Schmuck (Kirchenfenster in Hegebeintum)
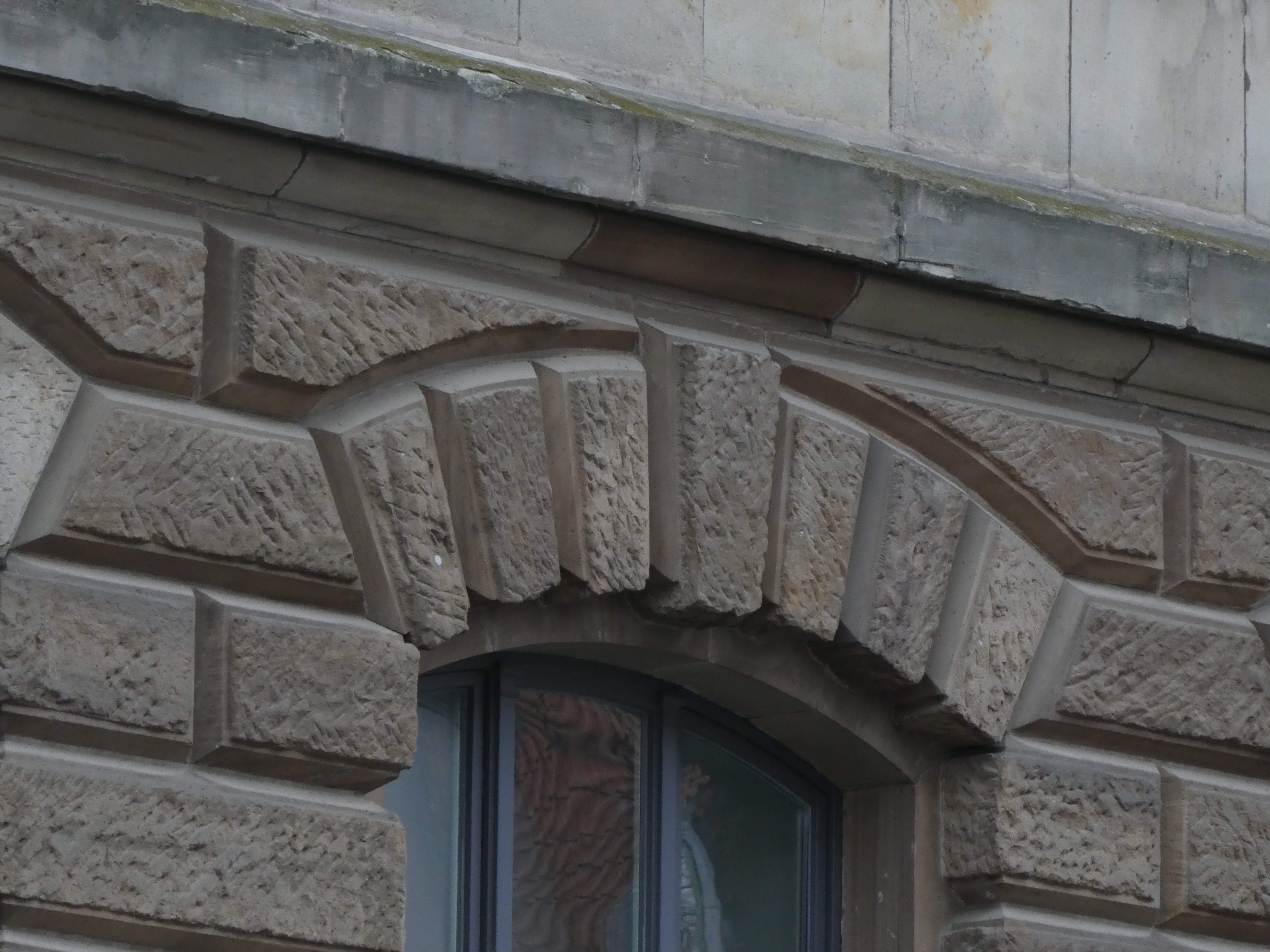
Hervorgehobener Schlussstein eines Segmentbogens (Altbau der Universitätsbibliothek Göttingen, Prinzenstraße 1, erbaut 1878–1880)
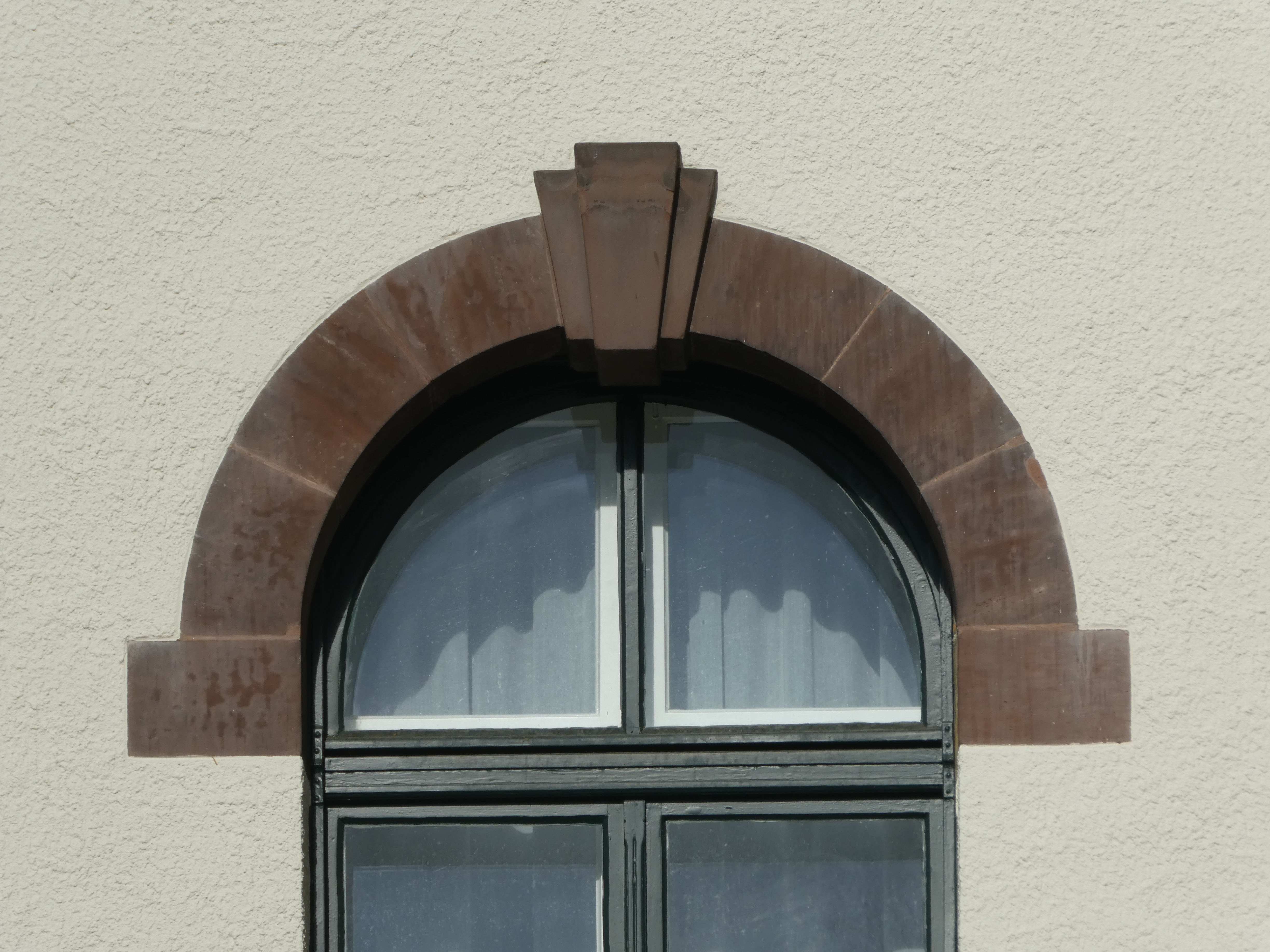
Stilisierter Schlussstein eines Wohn- und Geschäftshauses, erbaut um 1905 (Göttingen, Theaterstraße 16)
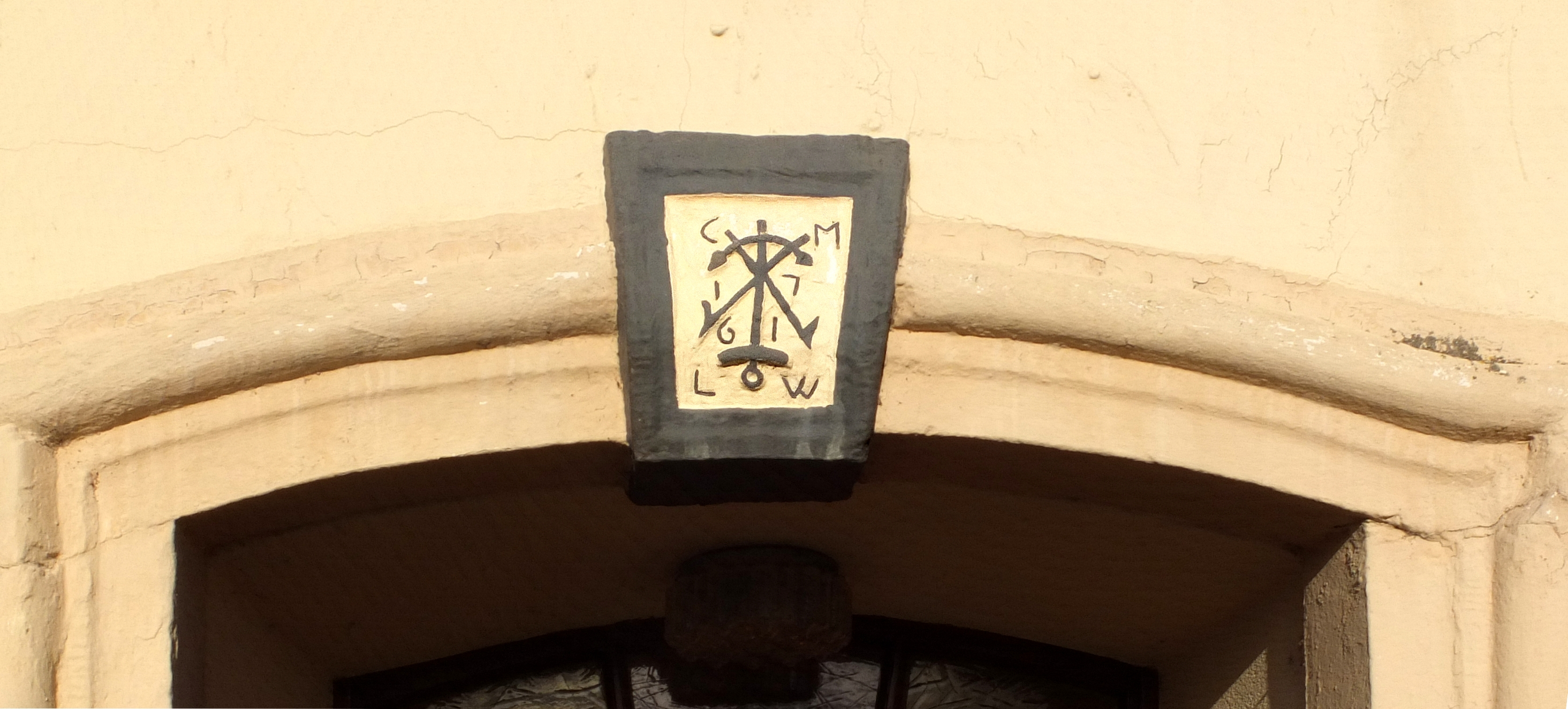
Stilisierter Schlussstein mit Symbolen und Initialen an einem Segmentbogen-Barockportal (Saarburg, Staden 20)
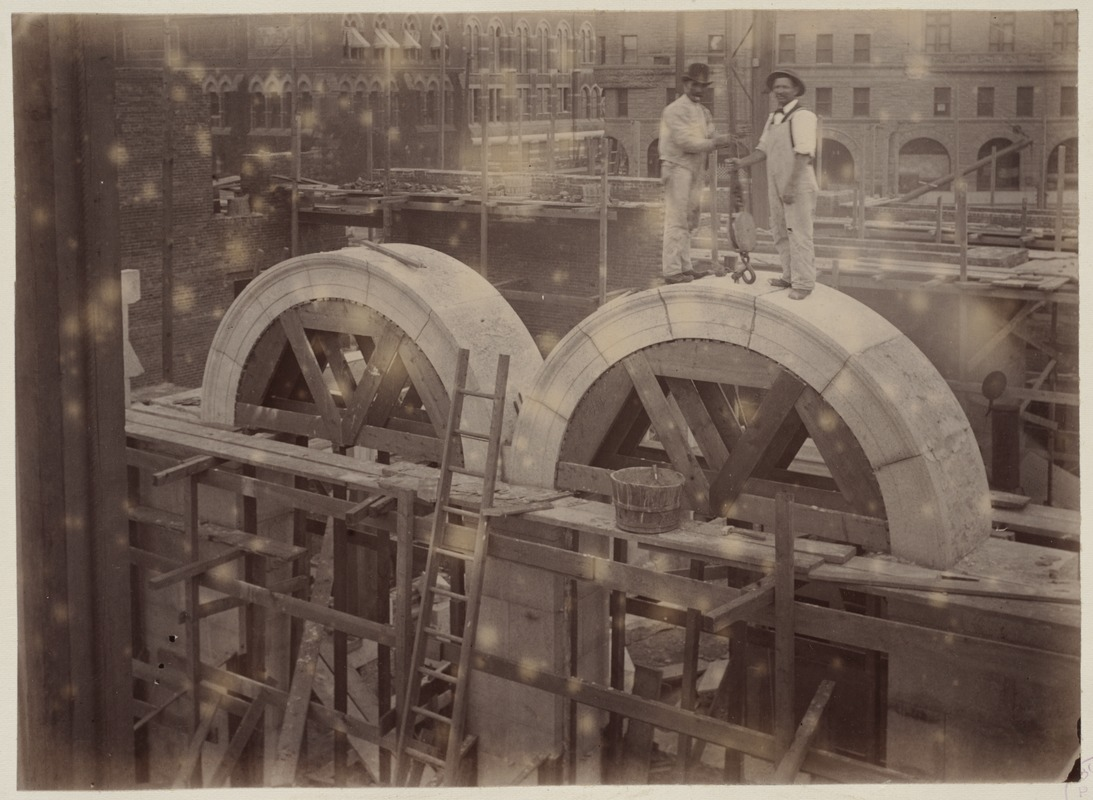
Rechts: Zwei Steinmetze nach dem Einsetzen eines Bogenschlusssteins, unter den Bögen befinden sich noch die Lehrgerüste, 1889 (McKim Building, Boston)
Schmucklose Agraffe als stilisierter Torbogenschlussstein, 1732 (Waalse Kerk, Maastricht)
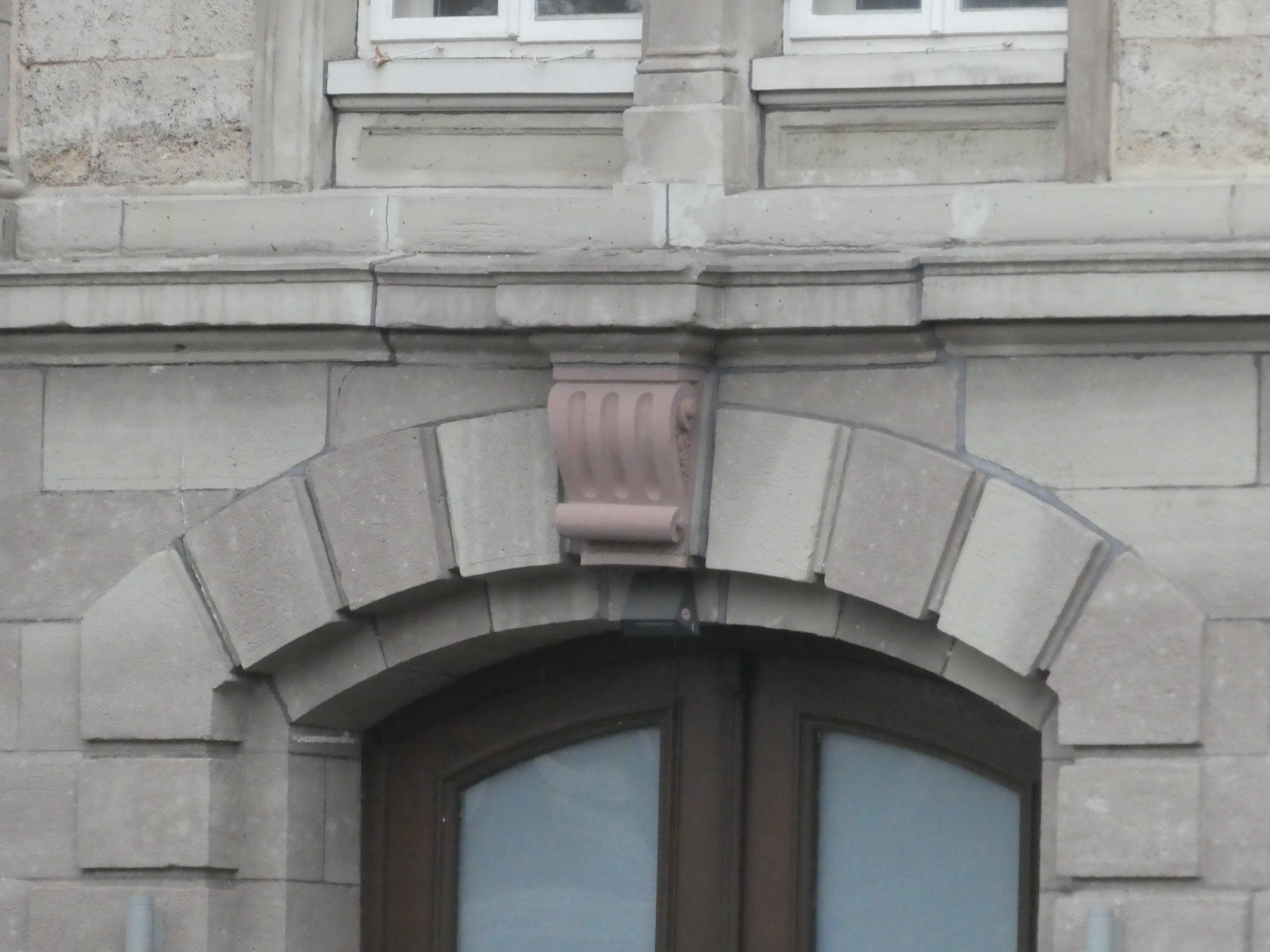
Agraffe an einem Segmentbogenportal, erbaut (Göttingen, Bürgerstraße 38, Turnhalle)
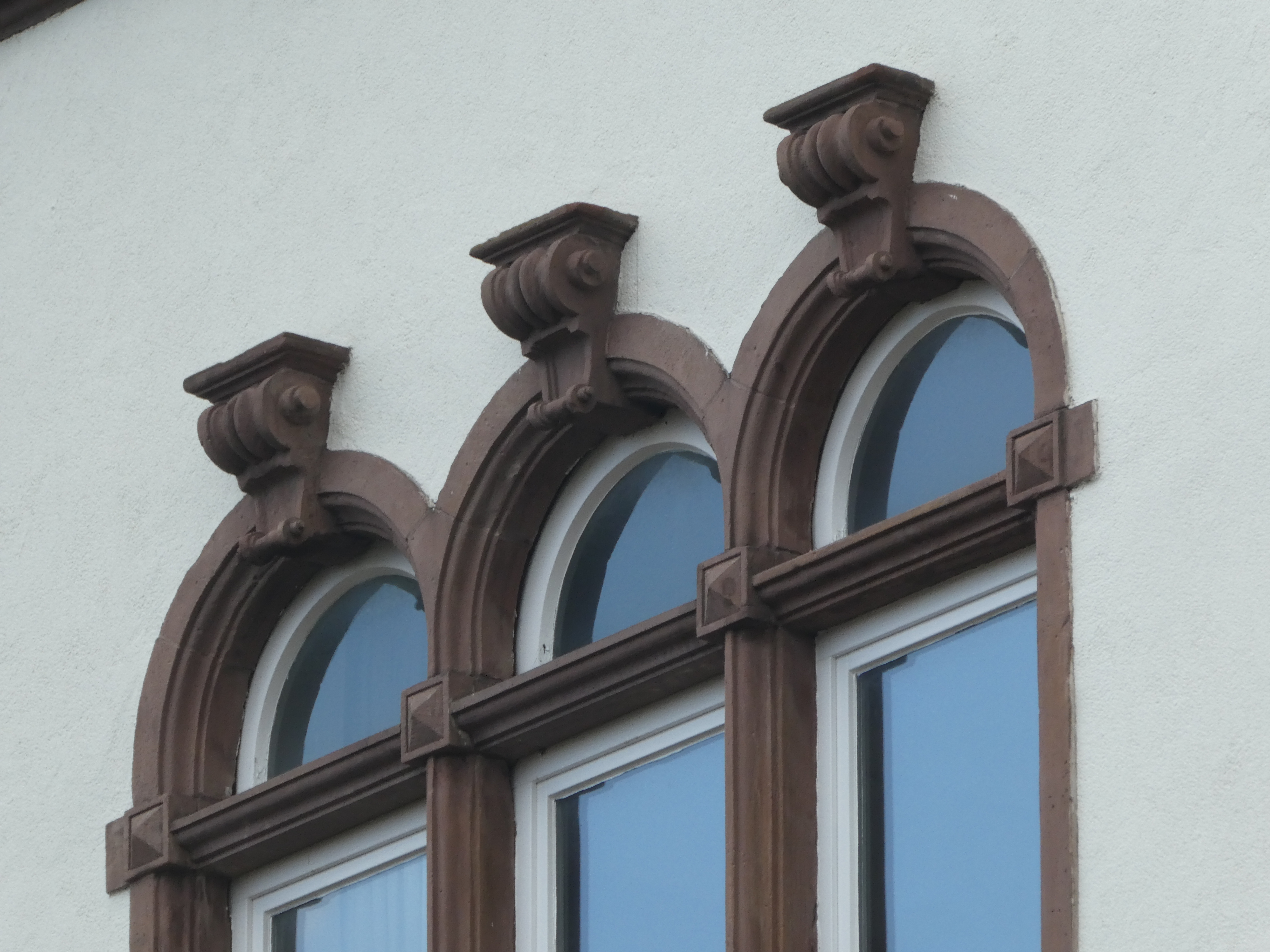
Drei Rundbogenfenster mit stilisierten Agraffen, ohne aufsitzendes Gesims (Göttingen, Hanssenstraße 6)
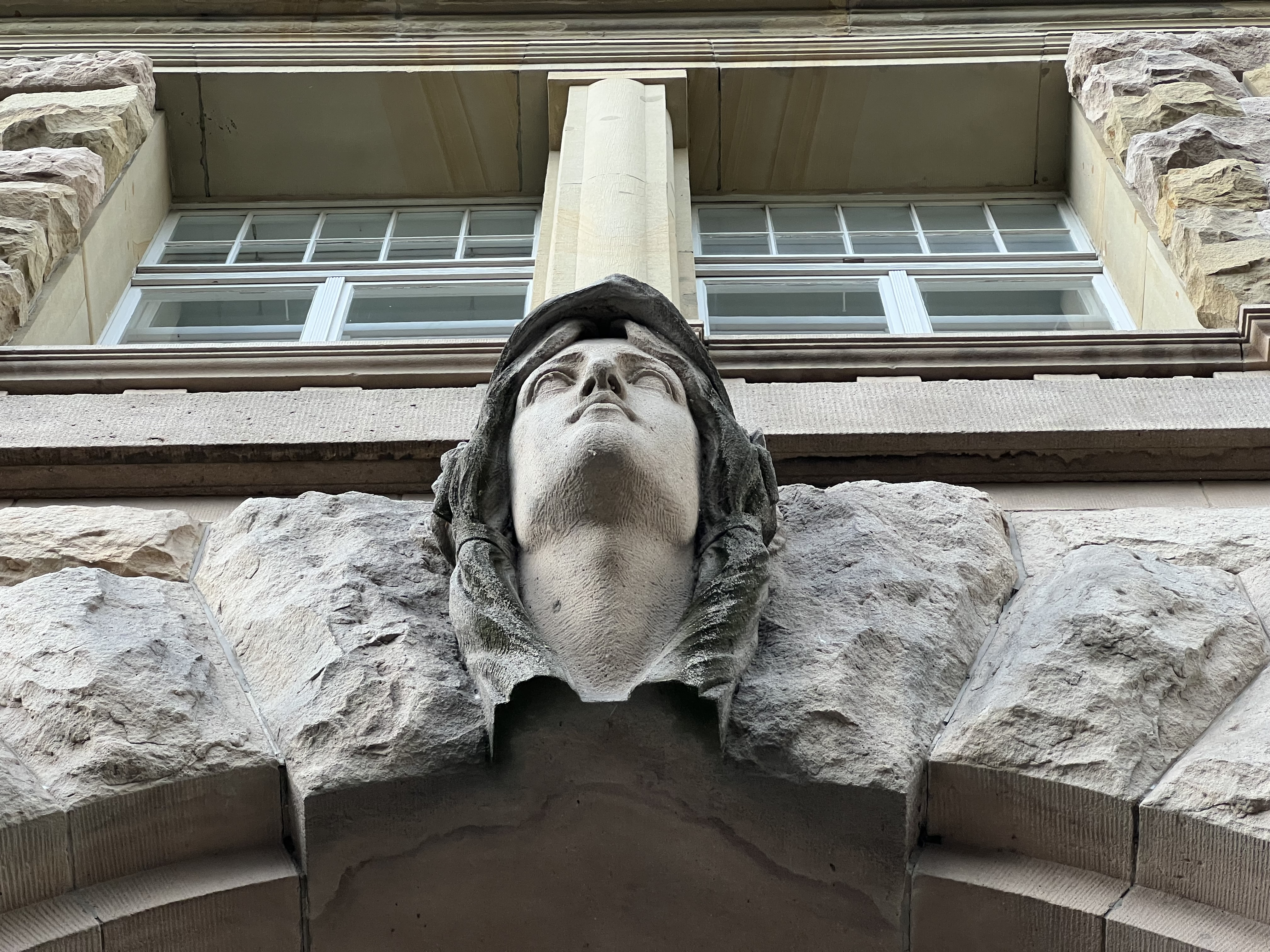
Schlusssteinkopf „Athene“, gestaltet von Heinrich Günther-Gera (Europäisches Patentamt Berlin)
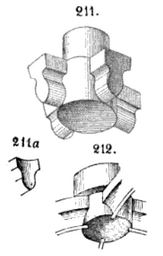
Gewölbeschlusssteine, Konstruktionsstudien von Georg Gottlob Ungewitter
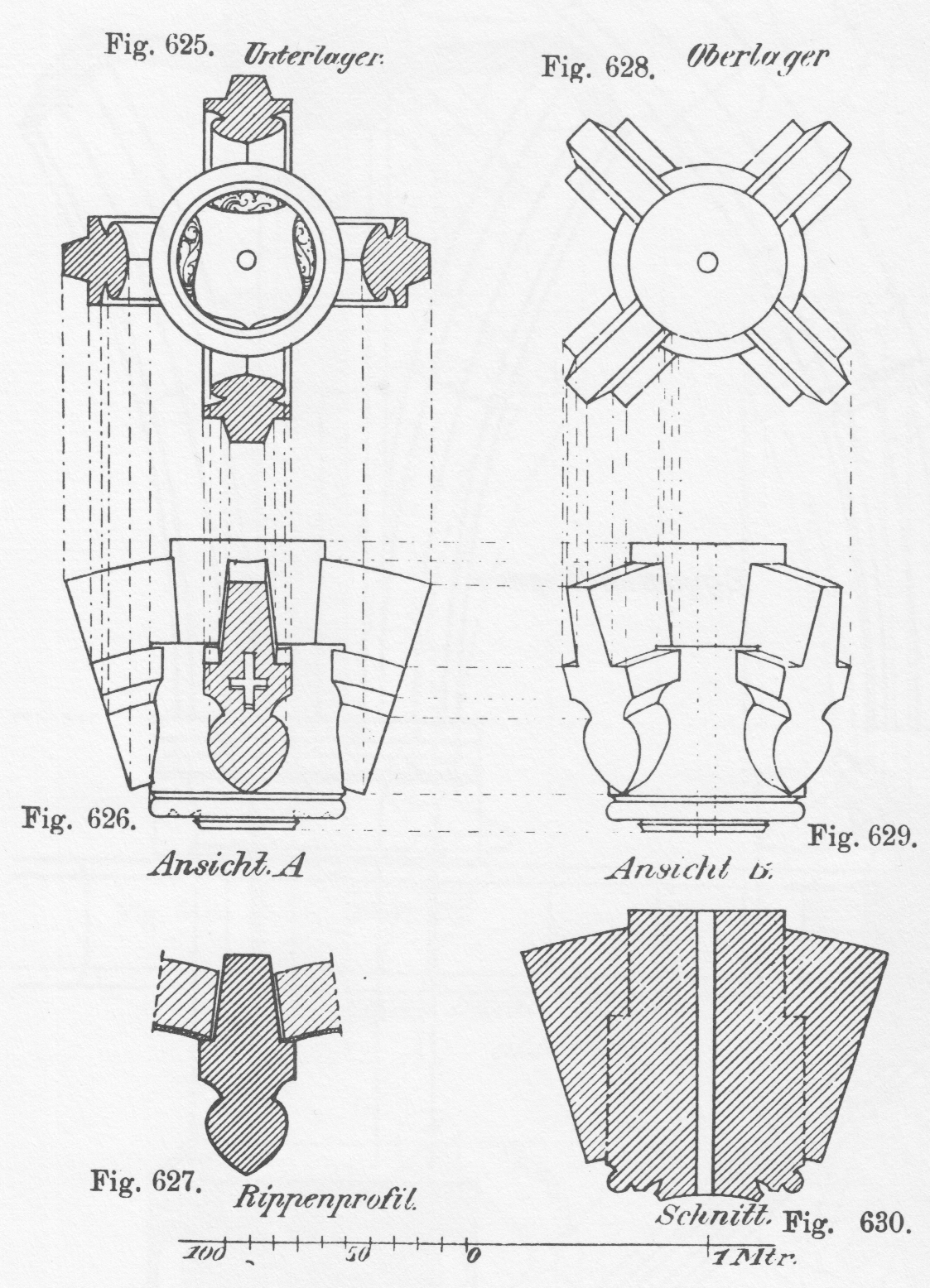
Konstruktionsstudien für Gewölbeschlusssteine (1912[12])
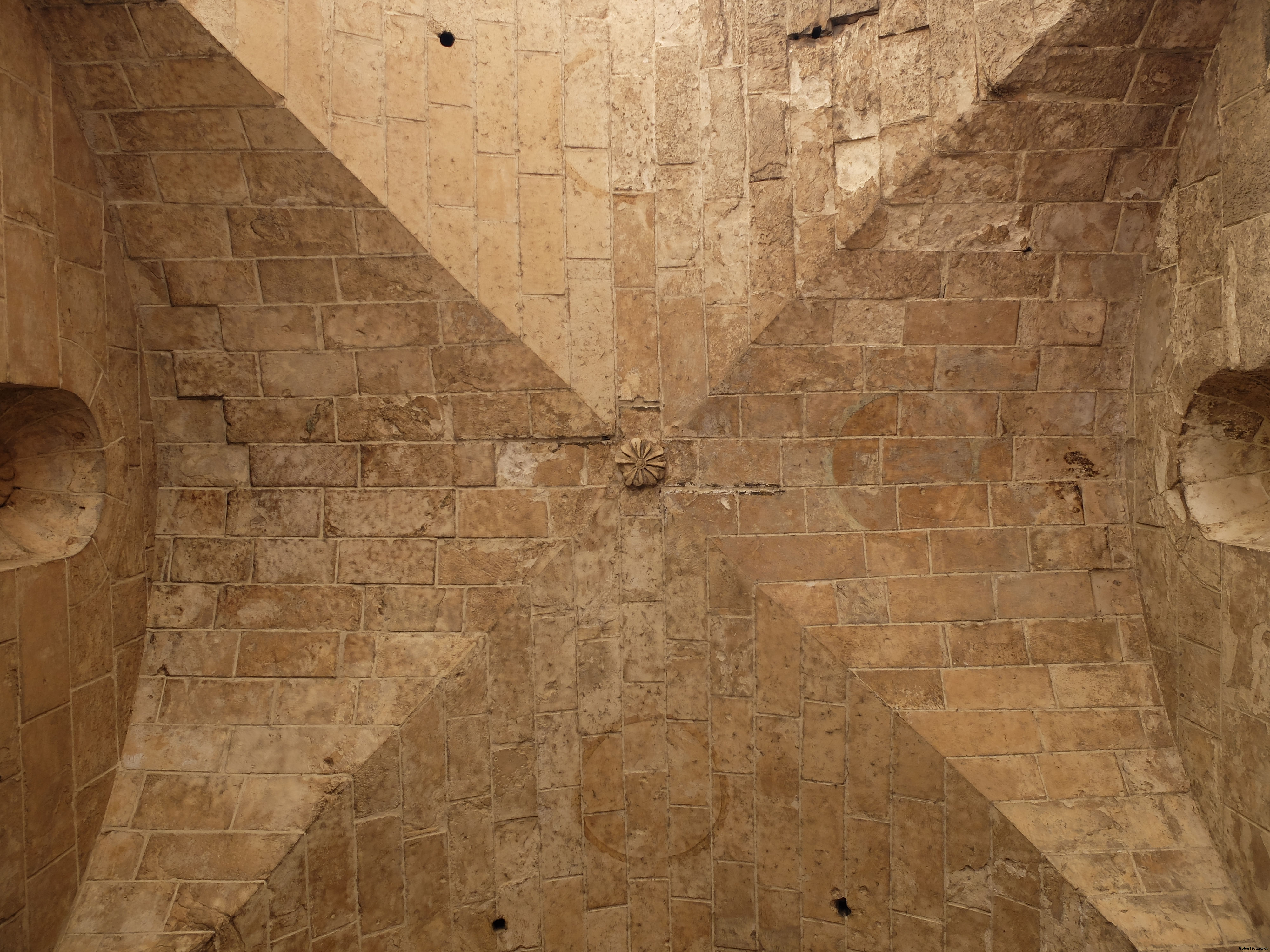
Kreuzgratgewölbe mit Schlussstein (Stadttor Bab an-Nasr, Kairo)
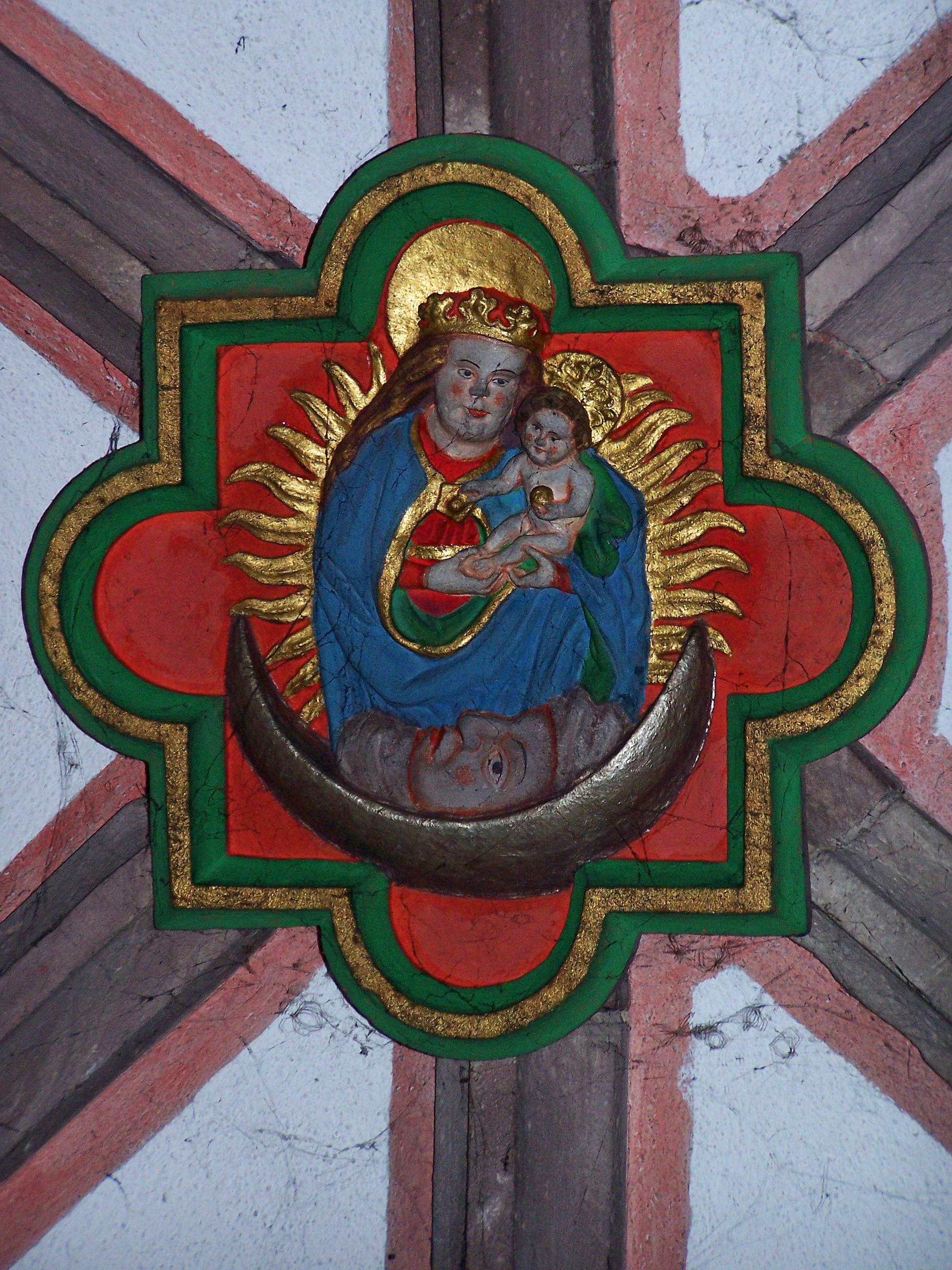
Zier-Gewölbeschlussstein eines Rippengewölbes (Justinuskirche, Frankfurt-Höchst)
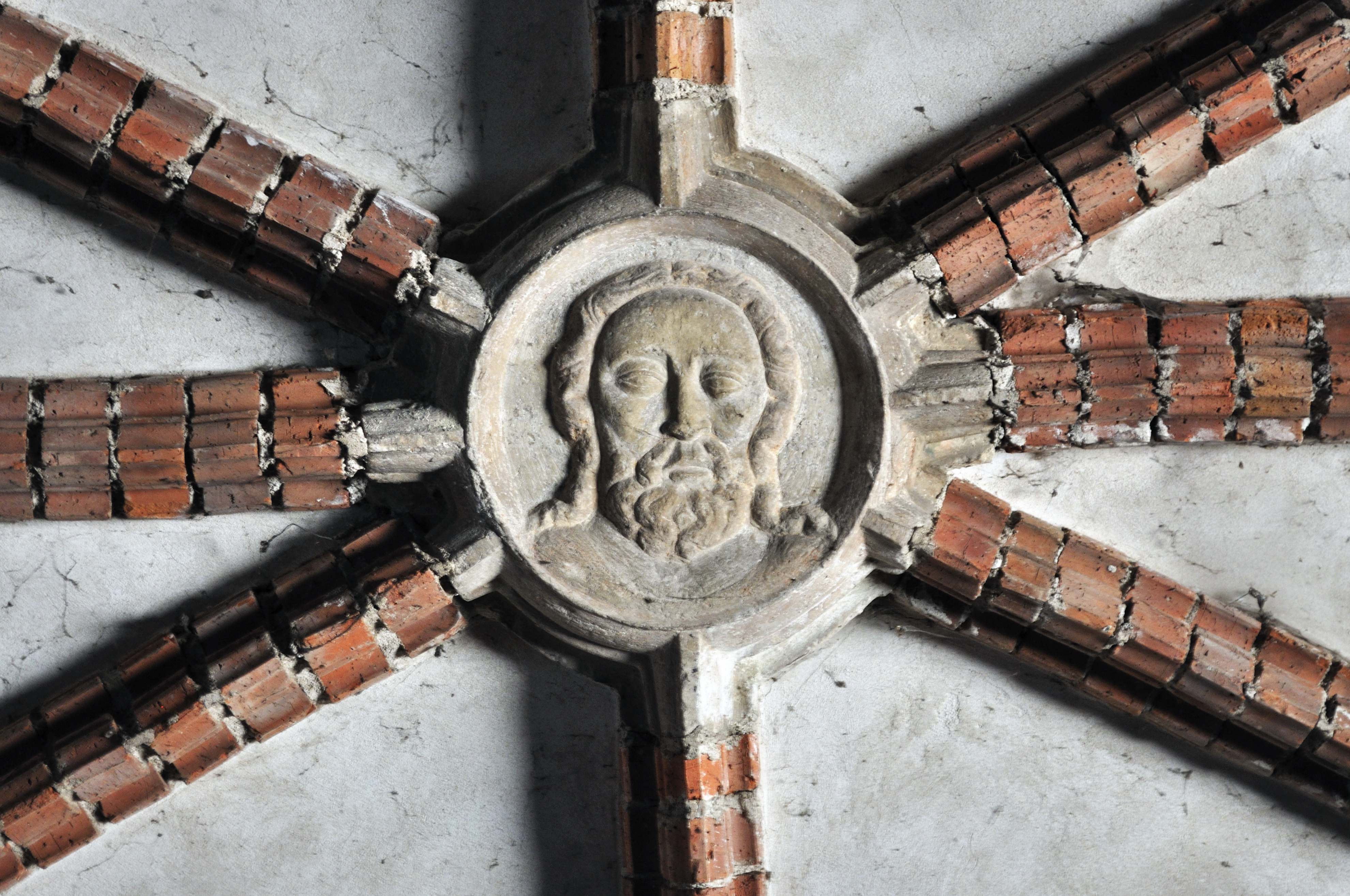
Zier-Gewölbeschlussstein aus Sandstein mit anschließenden Ziegelrippen (Marienburg, 14. Jahrhundert)
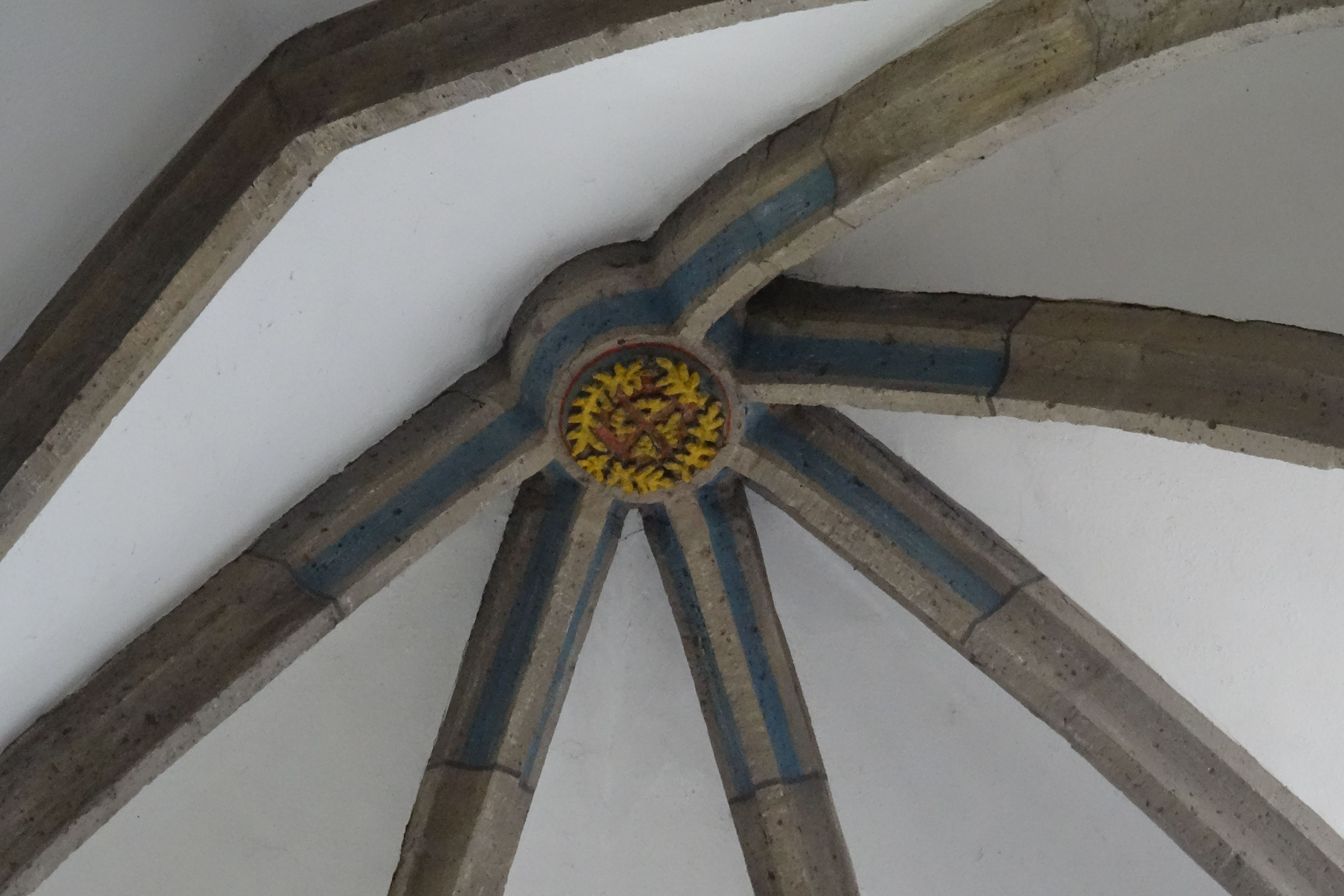
Zier-Gewölbeschlussstein eines Rippengewölbes über einem Polygonalchor (Wallfahrtskirche Zur schmerzhaften Mutter Gottes, Bödingen)
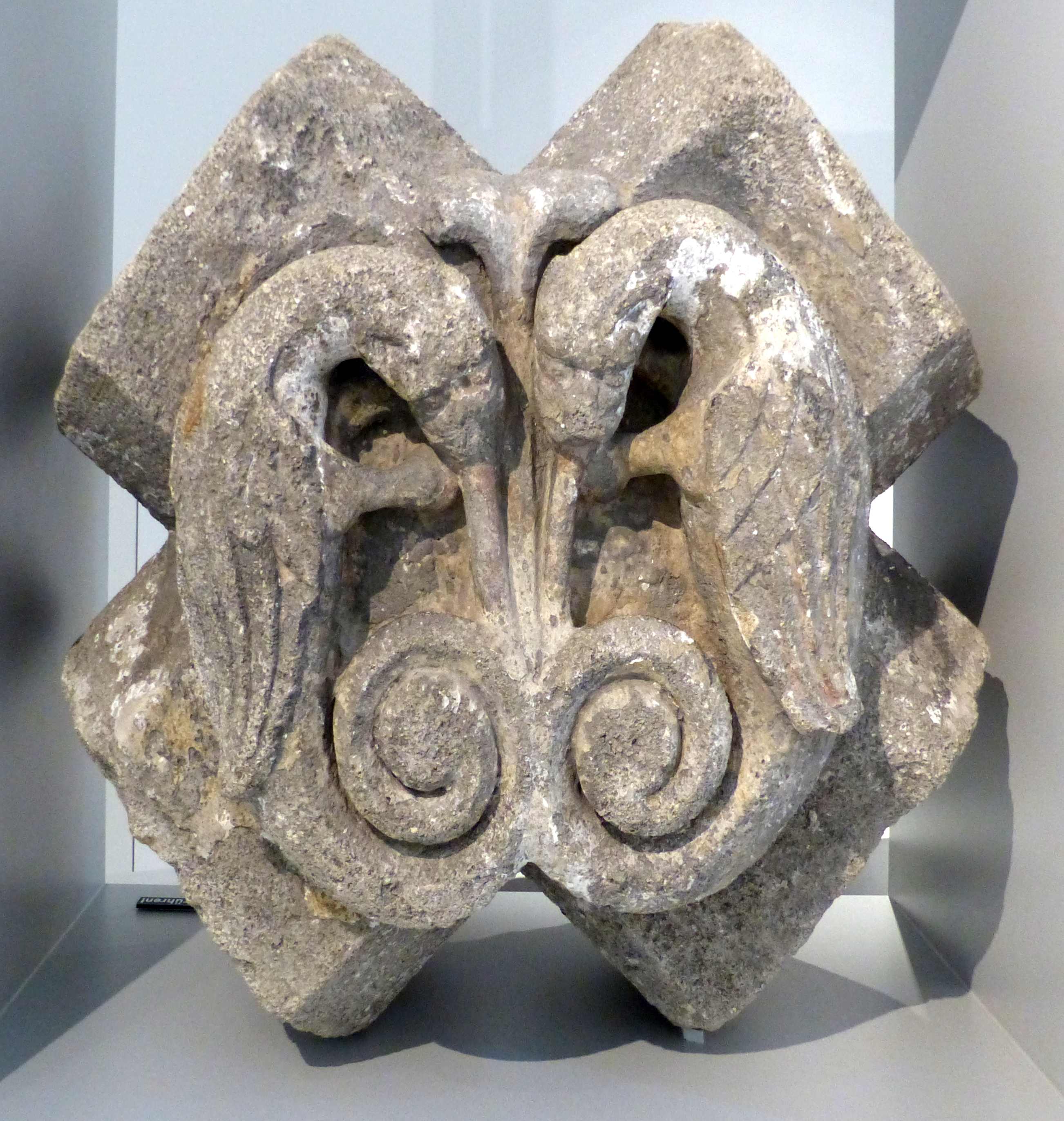
Ausgebauter Schlussstein mit vier Rippenansätzen (Dom von Wiener Neustadt, 13. Jahrhundert)
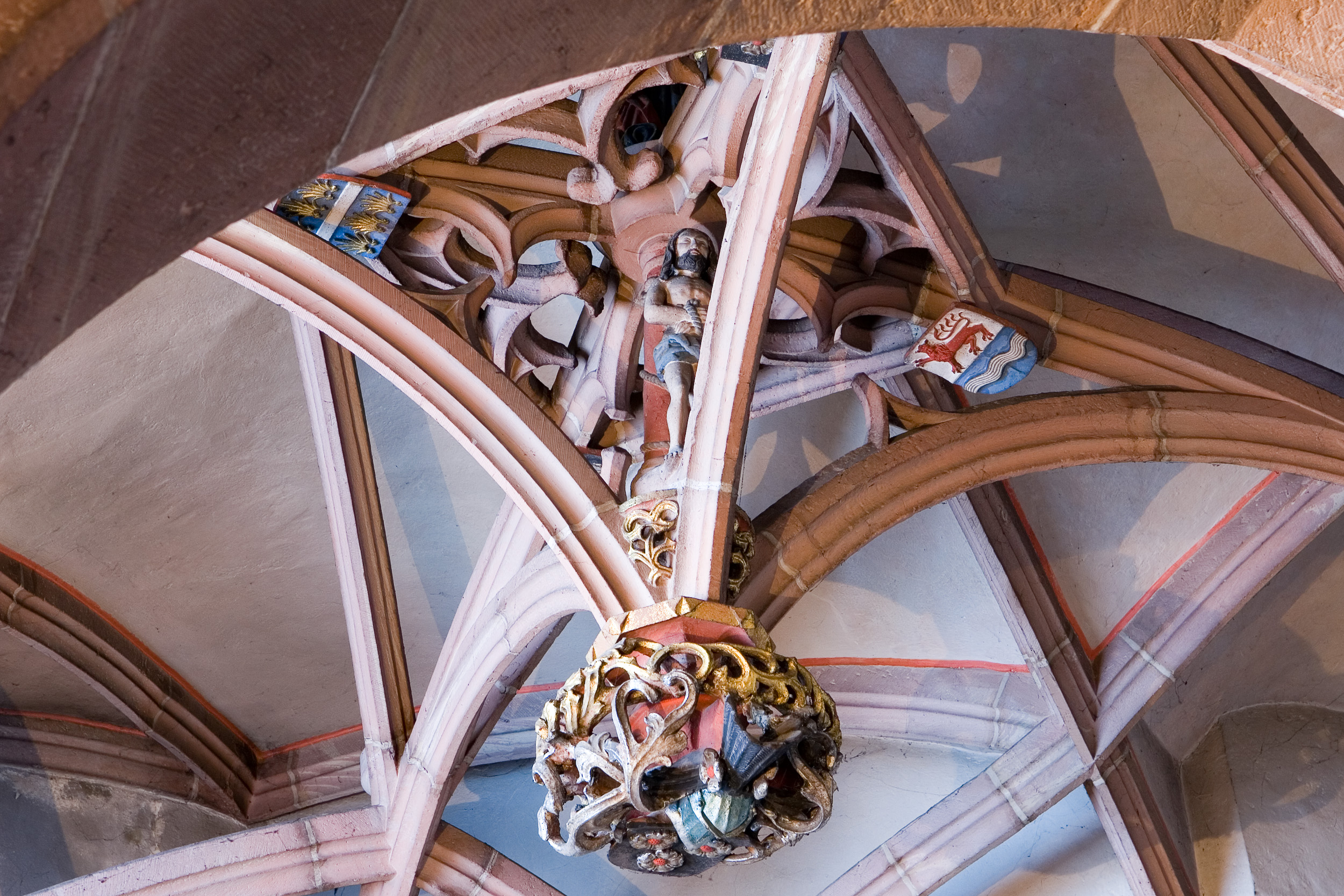
Prächtig verzierter Abhängling eines hängenden Rippengewölbes (Leonhardskirche, Frankfurt am Main)
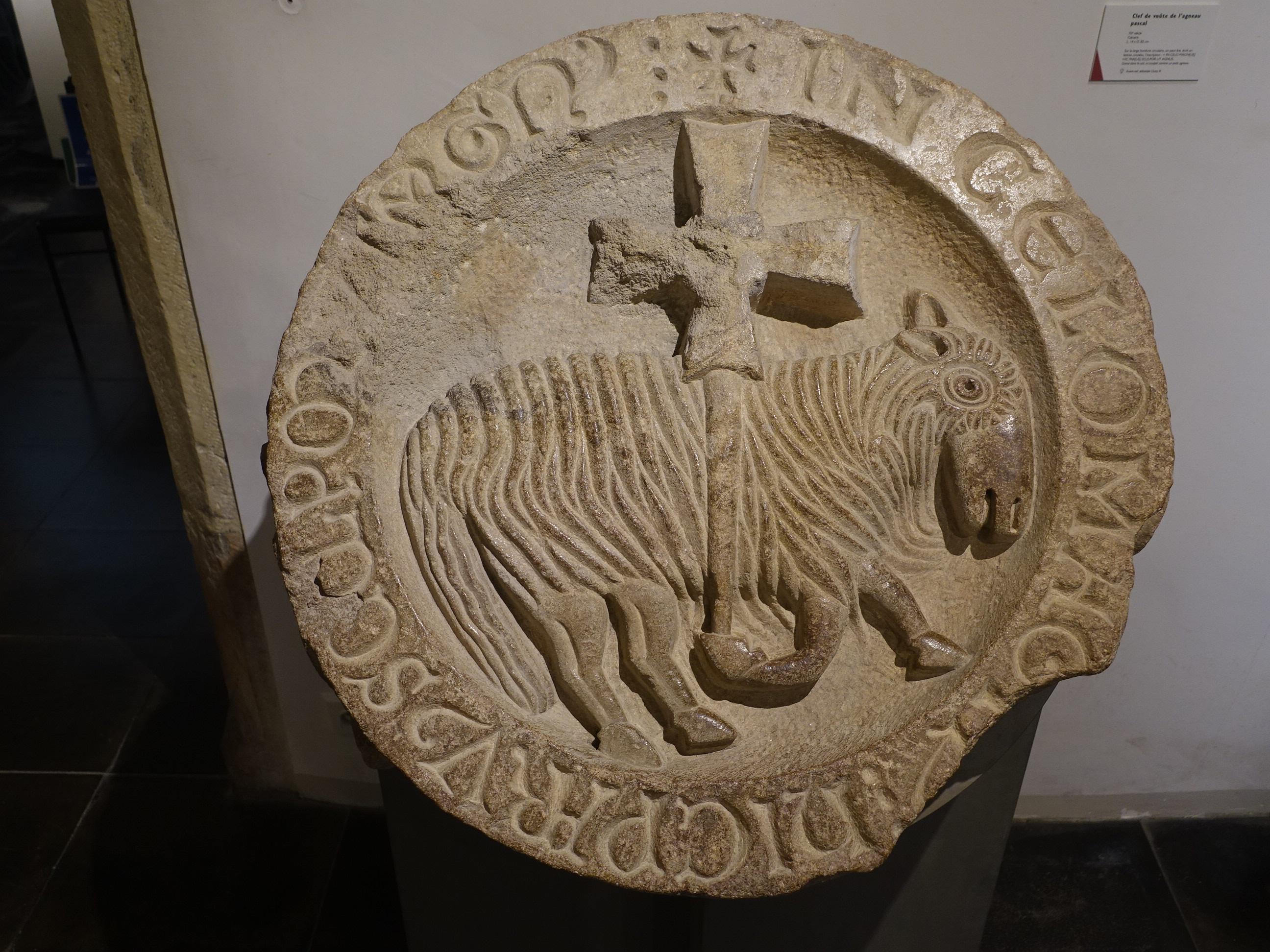
Romanischer Gewölbeschlussstein (Cluny III, 1088)
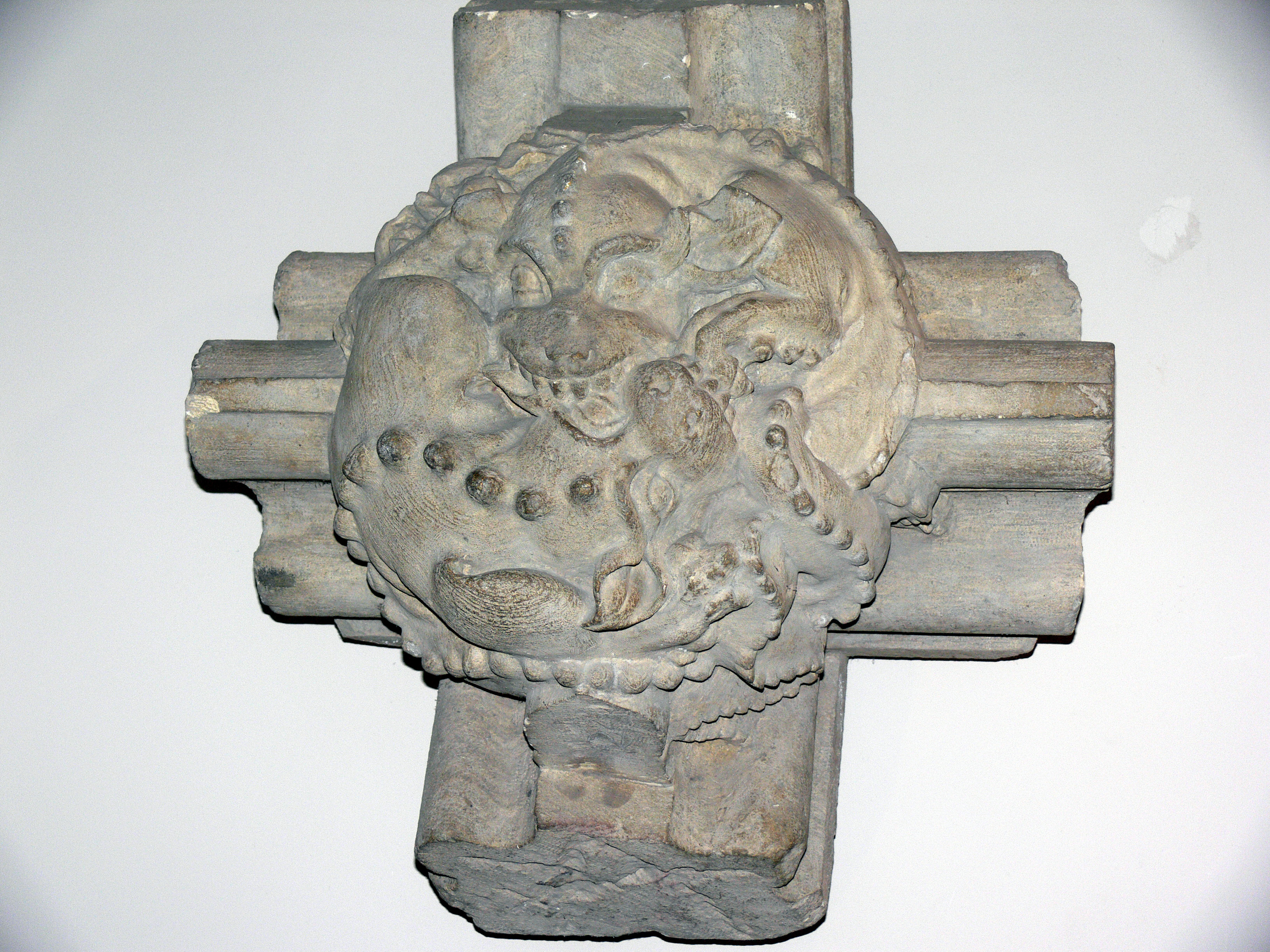
Ausgebauter Schlussstein eines Kreuzgewölbes (Yorkshire Museum, York)
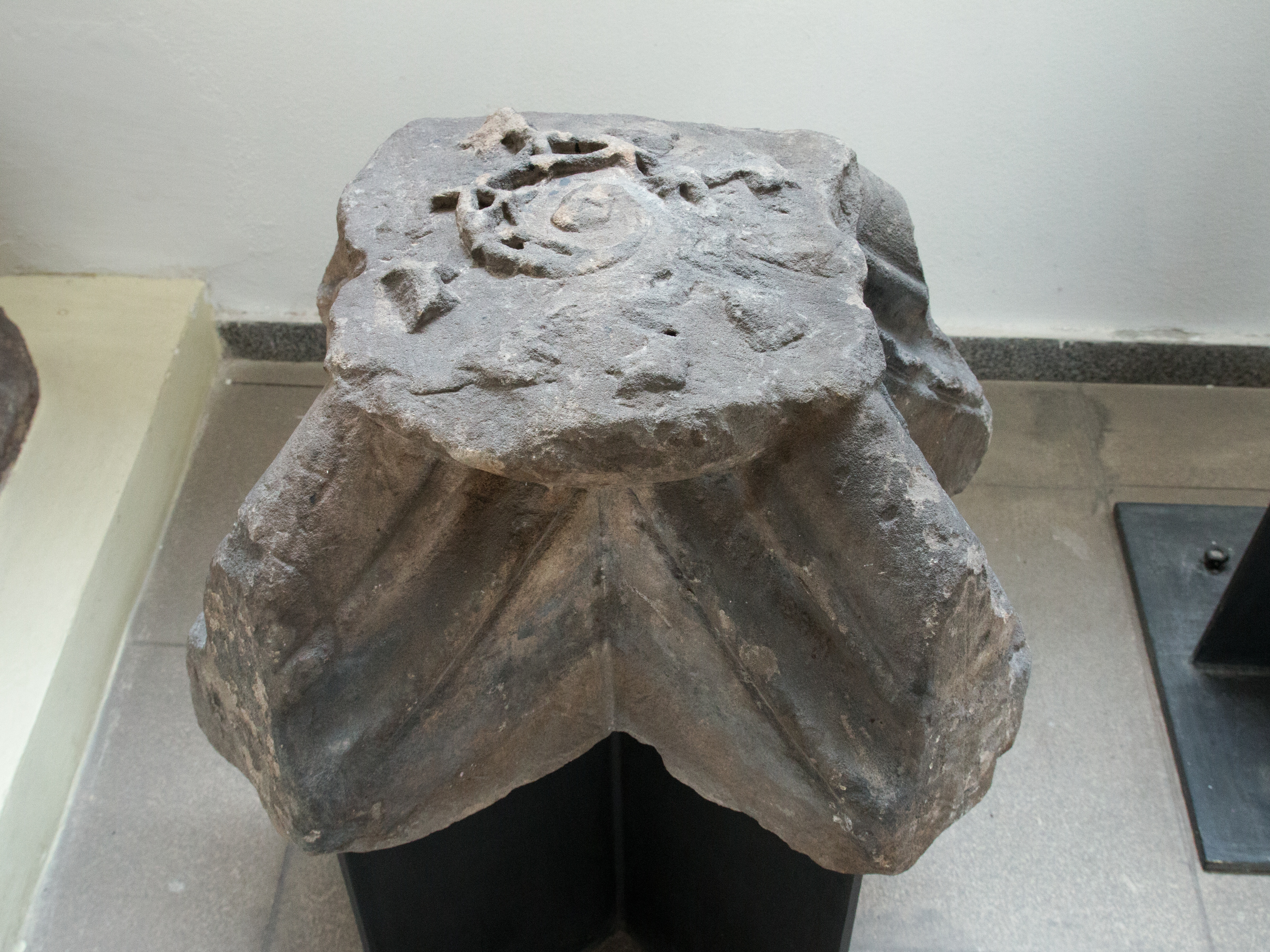
Ausgebauter Schlussstein eines Kreuzgewölbes (Nationalmuseum Prag)
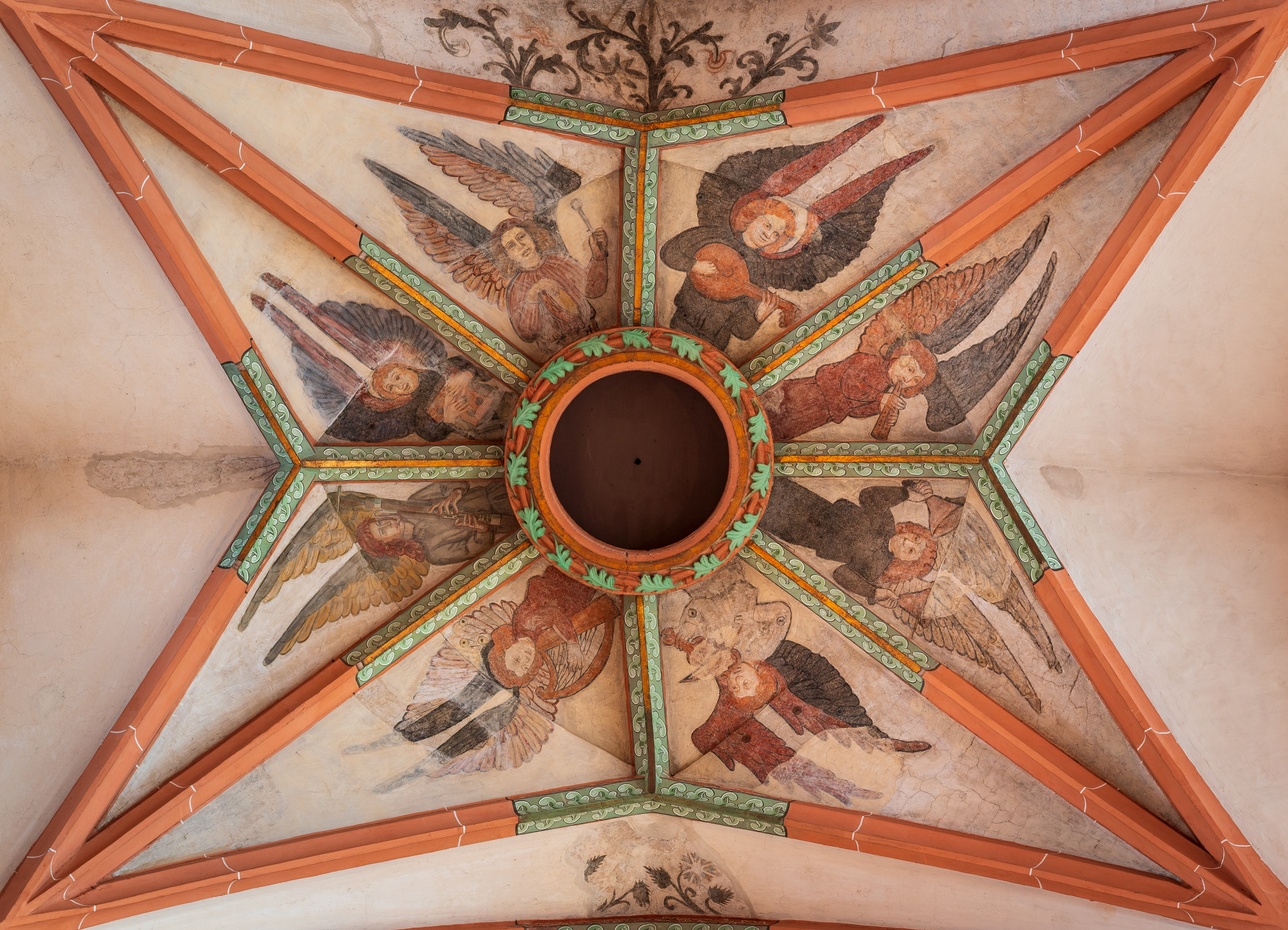
Schlussring als Heiliggeistloch (Heiliggeistkirche, Heidelberg)
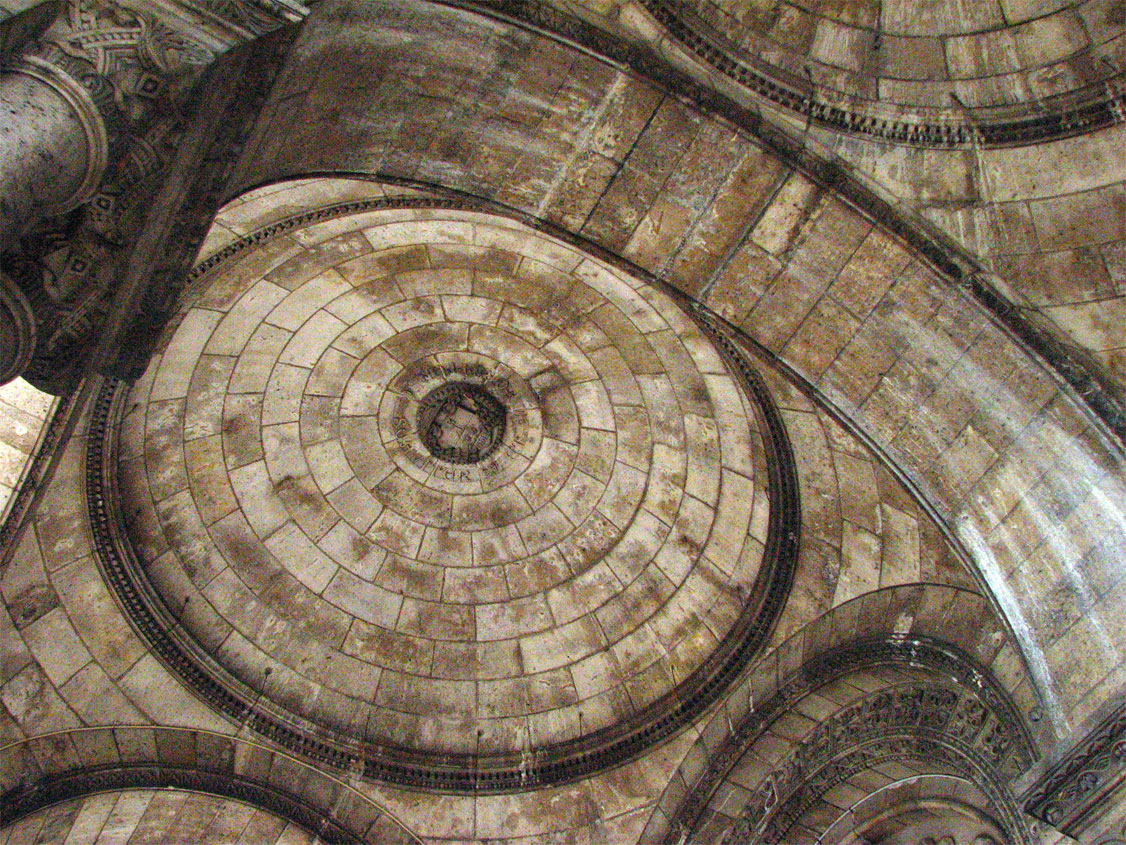
Schlussstein in einem Kuppelgewölbe (Sacré-Coeur, Paris)